# Илија Бајић
Илија Бајић (Нерадин, Срем, 29. јул 1870 – Сремска Митровица, 13. јануар 1956) био је српски лекар и преводилац.

## Биографија
Гимназију је учио у Винковцима, Сремским Карловцима и Осијеку (матурирао 1888).
Медицину је студирао у Бечу, где је дипломирао 1895. и стекао докторат. У аустријској престоници је упознао Змаја и у дружини „Зора“ почео свој књижевни рад. Од 1894. до 1896. био је на специјализацији у Минхену, затим у Грацу, где му је било понуђено место асистента на универзитету, што је он одбио и 1897. отворио приватну праксу у Загребу. У Сремској Митровици је од 1901. био градски физикус пуне четири деценије.
Све време је држао јавна предавања о здравственој култури и напредне курсеве за здравствене раднике свих профила. Почетком Другог светског рата власти НДХ су га отпустиле. 
После рата је водио службу поликлинике до пензионисања, 1948. био је члан управе Српског лекарског друштва, председник митровачког Црвеног крста и један од значајнијих чланова Радикалне странке у свом крају. Као велики познавалац археологије и историје Сремске Митровице, био је један од оснивача Градског музеја (данас Музеј Срема). Говорио је грчки, латински, немачки, француски, чешки, мађарски и есперанто и са тих језика преводио медицинска и књижевна дела. Превод целокупних Хајнеових дела остао му је у рукопису. Своје књижевне радове ретко је штампао. Стручне радове објављивао је у „Медицинском прегледу“. Написао је Хигијену, уџбеник за средње школе.  Његови рукописи чувају се у породичној архиви. Између осталог, са чешког је превео драму Звони трећи пут! Вацлава Штехе (у СНП премијерно изведена 1912).
У центру Сремске Митровице налази се споменик доктору Илији Бајићу, дело вајара Милана Торбице.

## Дела
- "Хигијена", уџбеник за средње школе